# Raión de Lankaran
Lankaran (en azerí: Lənkəran) es uno de los cincuenta y nueve raiones en los que subdivide políticamente la República de Azerbaiyán. La capital es la ciudad de Lankaran .

## Territorio y Población
Este rayón tiene una superficie de 1 539 kilómetros cuadrados, donde viven unas 226 900 personas según datos de 2018. Esto supone una densidad de 147,43 habitantes por kilómetro cuadrado y un incremento poblacional de 35 600 personas (el 18.6 %) con respecto a los 191 300 habitantes que había en el año 2000. 113 900 personas son hombres, mientras que 113 000 son mujeres. Más del 25,4 % de la población (unas 55 700 personas) tienen entre 14 y 29 años.
La población rural era mayoritaria (61%).
La gran mayoría de la población del distrito es talysh. El resto son azeríes y de otras nacionalidades. A principios del siglo XIX, había 422 hogares musulmanes en la ciudad. Después del tratado de Gulistán en 1813, el número de habitantes de Lankaran disminuyó. Esto está relacionado con la política colonial del zarismo de Rusia. Después de la ocupación del Kanato talysh, los armenios comenzaron a vivir aquí. En 1832, había 168 armenios viviendo en Lankaran. En el año 1849, había ya 1 999 residentes, incluidos 125 beys, 20 mirzas, 46 sayyids, 56 mullahs, 92 residentes temporales, 699 maafs, 168 étnicos, 66 armenios y 114 rusos.
| Región             | 2000  | 2001  | 2002  | 2003  | 2004  | 2005  | 2006  | 2007  | 2008  | 2009  | 2010  | 2011  | 2012  | 2013  | 2014  | 2015  | 2016  | 2017  | 2018  | 2019  | 2020  | 2021  |
| ------------------ | ----- | ----- | ----- | ----- | ----- | ----- | ----- | ----- | ----- | ----- | ----- | ----- | ----- | ----- | ----- | ----- | ----- | ----- | ----- | ----- | ----- | ----- |
| Ciudad de Lankaran | 191,3 | 192,5 | 193,6 | 194,8 | 196,0 | 197,8 | 199,6 | 201,4 | 203,1 | 205,2 | 207,5 | 209,9 | 213,2 | 215,8 | 218,2 | 220,8 | 223,1 | 225,2 | 226,9 | 228,7 | 230,2 | 231,1 |
| Población urbana   | 77,5  | 77,6  | 77,7  | 77,9  | 80,2  | 80,6  | 80,8  | 81,1  | 82,3  | 82,7  | 83,3  | 83,9  | 84,7  | 85,3  | 85,8  | 86,5  | 87,2  | 87,8  | 88,2  | 88,6  | 89,1  | 89,3  |
| Población rural    | 113,8 | 114,9 | 115,9 | 116,9 | 115,8 | 117,2 | 118,8 | 120,3 | 120,8 | 122,5 | 124,2 | 126,0 | 128,5 | 130,5 | 132,4 | 134,3 | 135,9 | 137,4 | 138,7 | 140,1 | 141,1 | 141,8 |

## Economía
La región se destaca por la producción de hortalizas. También hay fábricas procesadoras de pescado. Además de productos como las verduras y cítricos y el vino, se practica la ganadería, y también se crían gusanos de seda.

## Transporte
Por este rayón pasa la línea de ferrocarril que recorre Bakú hasta Astara.